# Прес клипинг
Прес клипинг (енгл. Press clipping - сецкање штампе) је сервис који свакодневно, уз накнаду, прегледа различите медије и при томе издваја чланке који су интересантни или од важности за његове кориснике. Различите организације овај тип сервиса користе као основни алат за праћење објава својих саопштења за јавност у различитим медијима, као једну од активности односа с јавношћу.
На пример фирма која се бави производњом производа од меса ће хтети да свакодневно буде информисана о свим чланцима у штампи који се односе на ову тему. То може да буде и нека јавна личност која жели да зна шта штампа пише о њој и да благовремено реагује ако има негативних написа. 
Количина написа је и одраз популарности. Примера ради бивши француски председник Шарл де Гол је од прес клипинга тражио да му дневно доносе карикатуре о њему. Де Гол је био особа великог носа и карикатуре о њему су биле захвална и омиљена тема за карикатуристе, а Де Гол је своју популарност дневно мерио управо по броју карикатура.
Некада су особе, које раде у прес клипингу, буквално користиле маказе и исецале чланке о темама за које су клијенти заинтересовани. Данас се користе скенери а информације се достављају интернетом. То је нарочито добро за велике системе где се већи број руководилаца на различитим локацијама, брзо и ефикасно, обавештава „шта штампа штампа"?